# 安第斯山蜂鸟
，是雨燕目蜂鸟科的一种鸟类。
安第斯山蜂鸟体重约8.1克，翼长约72.2毫米，嘴峰长约25毫米，喙宽度约2.6毫米，喙厚度约2.6毫米，跗蹠长约8.1毫米，尾长约51.5毫米。安第斯山蜂鸟在其分布区内为留鸟，其栖息在开放的草原环境中，食性为草食性，主要食物来源是植物的花蜜。

## 亚种
- ：分布于秘鲁西南部至玻利维亚西部、智利北部和阿根廷西北部的安第斯山脉地区。
- ：分布于玻利维亚中部的安第斯山脉地区（科恰班巴）。[4]